# Plusiodonta nummaria
Plusiodonta nummaria är en fjärilsart som beskrevs av Felder 1874. Plusiodonta nummaria ingår i släktet Plusiodonta och familjen nattflyn. Inga underarter finns listade i Catalogue of Life.